# Bendigo and Adelaide Bank

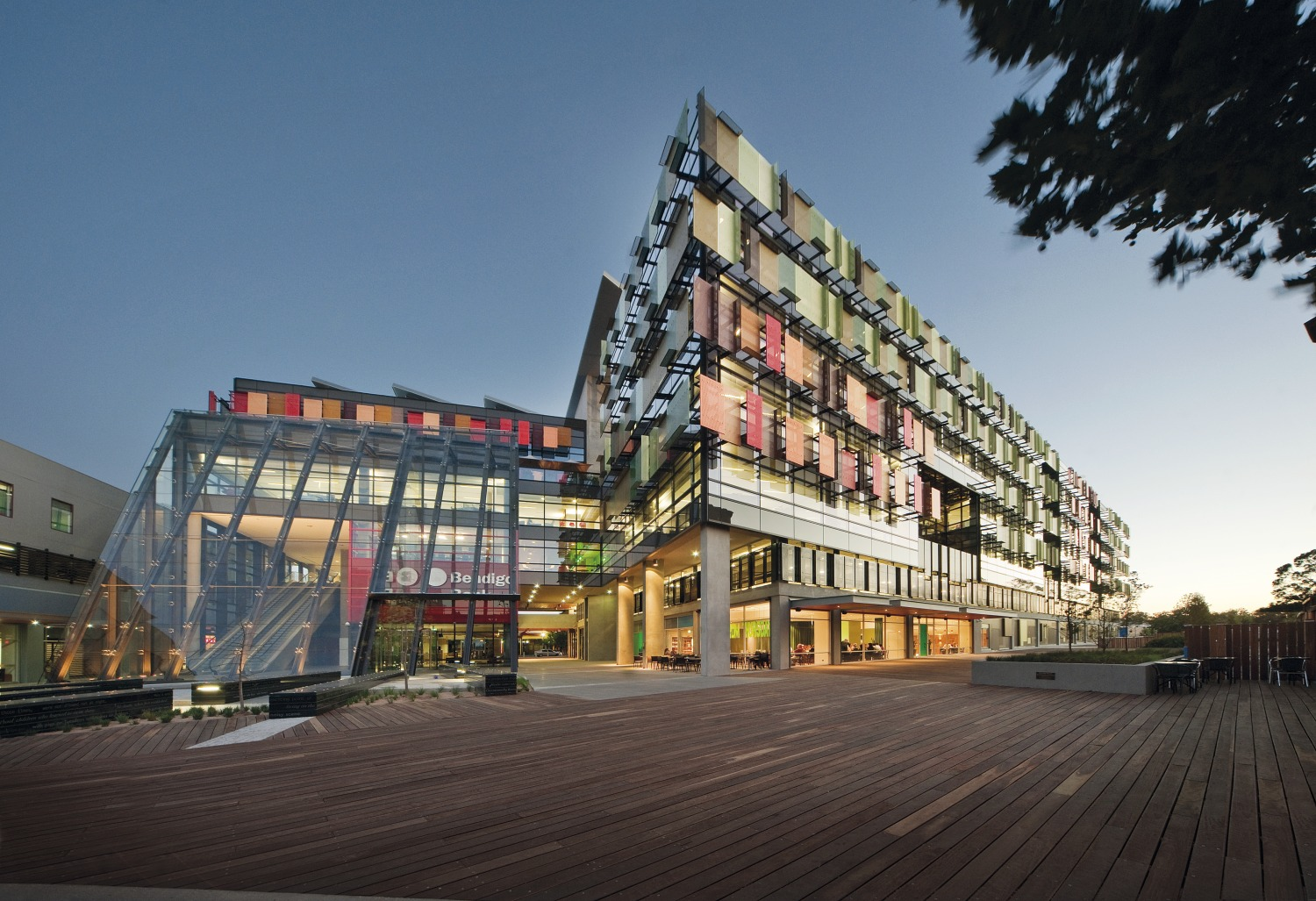
Sede do Bendigo Bank em Bendigo, Victoria, Austrália

O Bendigo and Adelaide Bank é uma instituição financeira australiana, operando principalmente no setor de varejo. A empresa foi formada pela fusão do Bendigo Bank e do Adelaide Bank em novembro de 2007.
Antes da fusão, o Bendigo Bank entregava seus produtos e serviços em quase 900 pontos de venda em toda a Austrália, incluindo mais de 160 agências próprias, 100 agências e 400 lojas Elders. As agências do banco estão principalmente em Victoria e Queensland. O banco incorporado agora possui mais de 400 agências, incluindo 25 que vieram com a fusão do Adelaide Bank.
A sede nacional permanece na cidade de Bendigo, com um escritório principal em Adelaide, Austrália Meridional e escritórios regionais em Docklands, Melbourne e Ipswich, Queensland.

## História e desenvolvimento
A empresa começou em 1858 como uma sociedade de construção de prazo fixo (terminando) para melhorar as condições nos campos de ouro de Bendigo durante a corrida do ouro vitoriana.
Aos sete anos de idade, em 1865, a empresa se reestruturou, tomando o nome Bendigo Mutual Permanent Land and Building Society, que se incorporou em Victoria 11 anos depois. Continuou a expandir suas participações quando, em 1978, se fundiu com a Bendigo e a Eaglehawk Star, uma sociedade de construção criada em 1901.
Um crescimento adicional envolveu a aquisição das sociedades construtoras Sandhurst, em 1983, e Sunraysia, em 1985; uma fusão com a Sandhurst Trustees Ltd e a aquisição das sociedades construtoras Capital e Compass.
Em 1982, o BBS se tornou a primeira instituição financeira da Austrália a introduzir com sucesso os cartões de crédito e débito Visa.
Em 1993, o BBS recebeu uma listagem de ações. Seu crescimento continuou ao longo dos anos 90, quando adquiriu a National Mortgage Market Corporation Limited, em 1995, uma empresa administradora de hipotecas focada em agentes de introdução de empréstimos e corretores. Nesse ano, o BBS se converteu em um banco com o nome Bendigo Bank e, além disso, adquiriu o Monte Paschi Australia, que renomeou Cassa Commerciale Australia em 1997.
O programa "Community Bank" do Bendigo Bank começou em 1998 — as primeiras agências foram abertas nas cidades de Minyip e Rupanyup no oeste de Victoria em 26 de junho e a primeira filial metropolitana no subúrbio oriental de Upwey, em 19 de outubro.
Final dos anos 1990 viu um maior desenvolvimento quando o Bendigo Bank e Elders Austrália formaram o Banco Rural Elders, uma joint venture focada em agronegócio. O Bendigo Bank também foi a primeira instituição financeira a introduzir uma conta de compensação hipotecária, agora um produto bancário padrão na Austrália.
Em 1999, o banco formou uma aliança envolvendo participação mútua com a IOOF.
O banco recebeu sua licença de operação em 2000 e absorveu a First Australian Building Society em Queensland, adquirindo uma nova sede regional em Ipswich. Nesse mesmo ano, houve uma expansão da matriz de US$ 75 milhões em Bendigo.
Em 2002, o Bendigo Bank lançou o primeiro "Green Loans" na Austrália e formou o "Community Sector Banking", uma joint venture bancária com o setor sem fins lucrativos.
Três anos depois, o Bendigo Bank construiu uma sede regional na Harbor Esplanade, em Melbourne, Docklands.
Em 2007, o Bendigo Bank rejeitou a proposta de fusão/aquisição do Banco de Queensland, e se fundiu com o Adelaide Bank. A aquisição de US$ 4 bilhões foi concluída em 30 de novembro. Posteriormente, os acionistas votaram para mudar o nome da empresa para Bendigo and Adelaide Bank Limited, com a mudança entrando em vigor em 31 de março de 2008.
Em 11 de dezembro de 2008, a nova sede do Bendigo Bank em Bendigo foi concluída. O 26º Primeiro Ministro da Austrália, Kevin Rudd, esteve presente na abertura.
Em 16 de dezembro de 2011, o Bendigo Bank anunciou que chegou a um acordo com o Bank of Cyprus Group para adquirir sua subsidiária australiana de 100%, Bank of Cyprus Australia Limited (BOCAL). A compra será de uma consideração total estimada em A$ 130 milhões. Foi renomeado para Delphi Bank.
Em abril de 2013, a subsidiária do Bendigo Bank 'Oxford Funding' passou a se chamar Bendigo Debtor Finance, oferecendo avaliações de crédito independentes e soluções de fluxo de caixa para empresas em nível nacional.
Em junho de 2014, o banco se tornou o primeiro na Austrália a adotar uma política de investimento que evitava os investimentos em combustíveis fósseis. "Especificamente, o banco não empresta a empresas para as quais a atividade principal é a exploração, mineração, fabricação ou exportação de carvão térmico ou gás de carvão".
Em 2015, o Community Bank apoiou abertamente a construção e o financiamento de uma mesquita em Bendigo. Enquanto os moradores protestavam contra a mesquita e o banco de imigração Bendigo, fechando a conta de um grupo chamado Stop the Mosque, que se manifestou contra a mesquita. O presidente do banco disse que a história mostra que Bendigo é uma comunidade inclusiva e ele acredita que esse é o tipo de lugar necessário novamente, e fanatismo e ódio não são os valores de Bendigo. Em abril de 2014, após o fechamento da conta, o Bendigo Bank declarou no fechamento da conta que só deseja fazer negócios com organizações que compartilham seus valores. Isso atraiu críticas de um vereador local e apoio de um advogado local. O banco disse que valoriza a tolerância e a inclusão, que são partes importantes de uma comunidade forte.

## Programa do Banco Comunitário

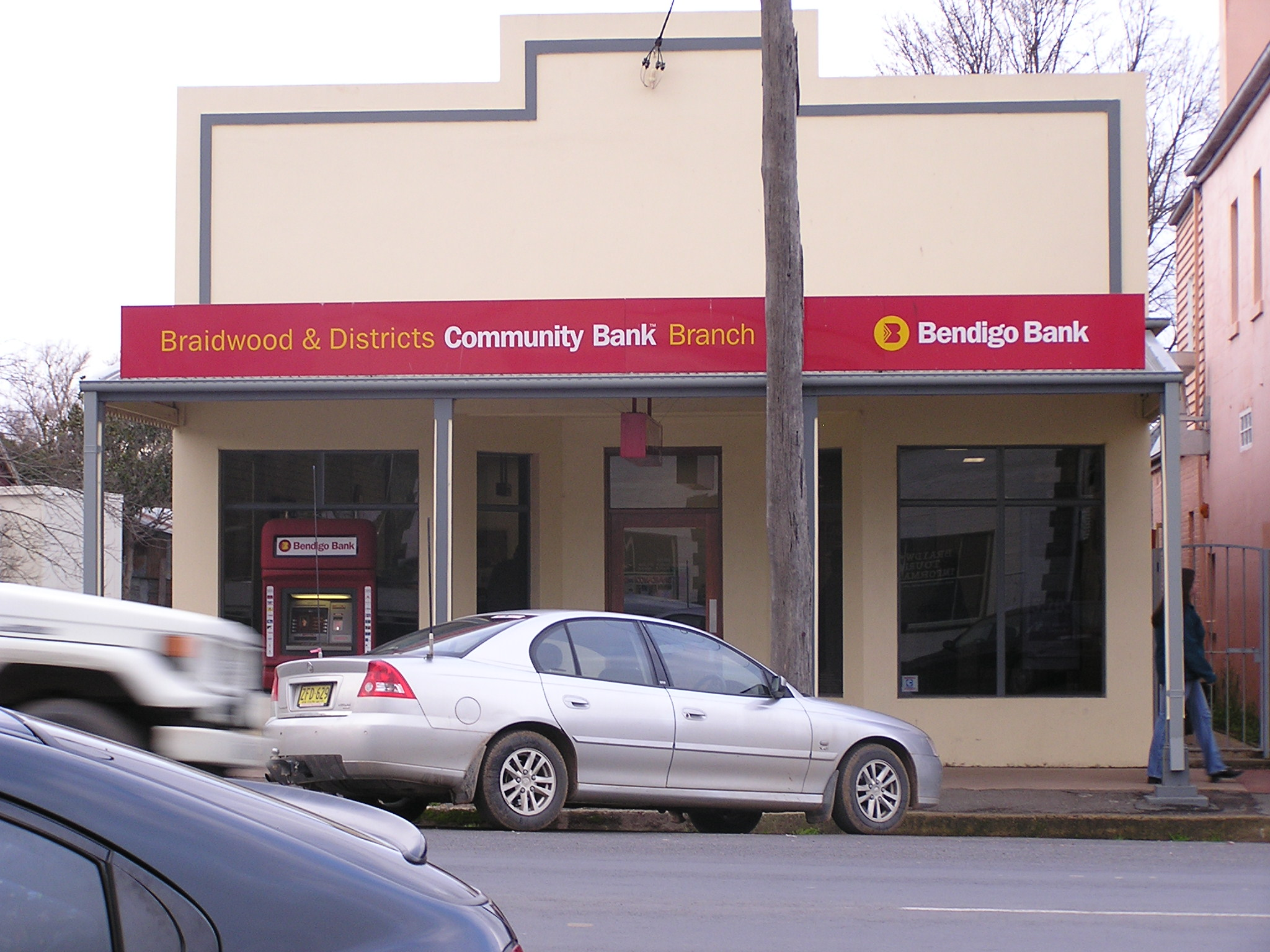
Ramo comunitário em Braidwood, Nova Gales do Sul

O Community Bank é um inovador programa de franquia no qual a comunidade local possui e opera uma agência do Bendigo Bank (que é incorporada separadamente) e o Bendigo Bank fornece toda a infraestrutura e suporte bancário. A empresa comunitária, depois de pagar os custos de funcionamento de suas agências, compartilha qualquer lucro restante com o Bendigo Bank. O programa foi uma resposta ao fechamento maciço de agências bancárias nas áreas rurais. Desde então, o Bendigo Bank estendeu o programa para áreas com serviços bancários existentes.
As subsidiárias do Bendigo and Adelaide Bank incluem o Rural Bank, Rural Bank ONE, Rural Finance Corporation of Victoria, Bendigo Debtor Finance (antiga Oxford Funding), LeveragedEquities, Sandhurst Trustees, Delphi Bank (antiga Bank of Cyprus Australia), Bendigo Financial Planning e Bendigo Bank Telco.
O Bendigo and Adelaide Bank firmam parceria com a Comunidade 21 em seu projeto de Setor Bancário Comunitário.
O Bendigo and Adelaide Bank adquiriram a Wheeler Financial Services, que foi incorporada ao Bendigo Financial Planning, e também adquiriu a Southern Finance.